# Неогрек

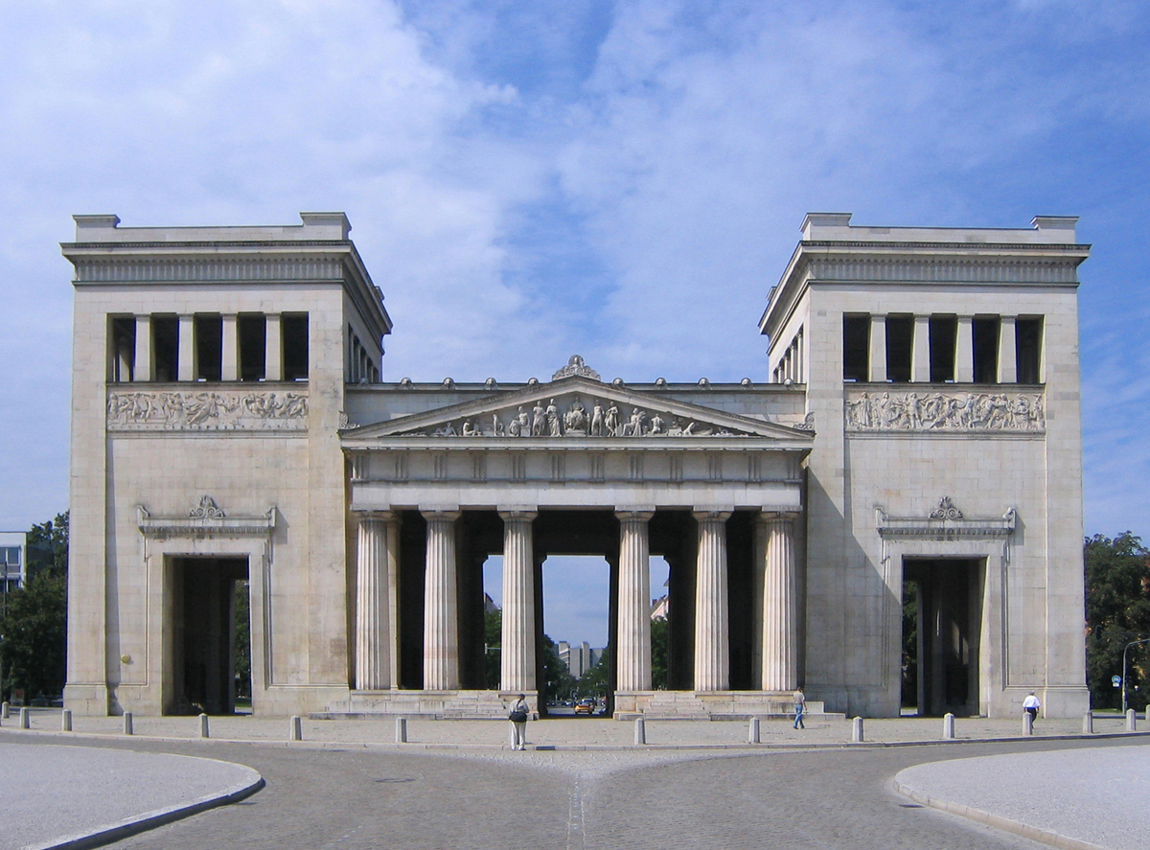
Пропілеї, Мюнхен, архітектор Лео фон Кленце

Неогрек, також Грецьке відродження (від англ. Greek Revival) — архітектурний стиль, який виник у 1820-х роках, оснований на поверненні до класичних грецьких зразків. Відрізняється від архітектури класицизму (і ампіру зокрема) підкреслено археологічним, детальним підходом до відтворення грецької класики, очищеної від впливу давньоримської архітектури та італійського ренесансу; ідеологічно, належить до епохи еклектики, а не класицизму.

## Повторне відкриття Греції
Попри сучасний неосяжний престиж Стародавньої Греції серед освіченої еліти Європи, мало що було відомим про її цивілізації до середини 18 століття. Пам'ятники грецької античності були відомі, головним чином, за описами давньогрецького географа Павсанія та іншими літературними джерелами. Відвідування Османської Греції насправді було важкою і небезпечною справою до початку Великої турецької війни. Хоча деякі юні європейські аристократи, що відправлялись у свій Grand Tour, все-таки наважувались відвідати Афіни впродовж першої половини 18 століття, жоден з них не зробив скільки-небудь суттєвого вивчення архітектурних пам'яток.
Так відбувалося до 1751 року, коли англійське Товариство дилетантів, створене британськими дворянами та науковцями задля збирання предметів античного мистецтва, профінансувало подорож в Грецію археолога Джеймса Стюарта (відомий пізніше як Джеймс «Афінянин» Стюарт) і архітектора Ніколаса Реветта. 1762 року вони опублікували перший том праці «The Antiquities of Athens». Також Джеймс Стюарт першим опублікував малюнки, опис та креслення з вимірюваннями Парфенона для 1789 року. Крім того відомо, що він зібрав чималу колекцію античних старожитностей Афінського акрополя і Парфенона. Так з'явились перші дослідження давньогрецької архітектури.

## Зародження неогрека

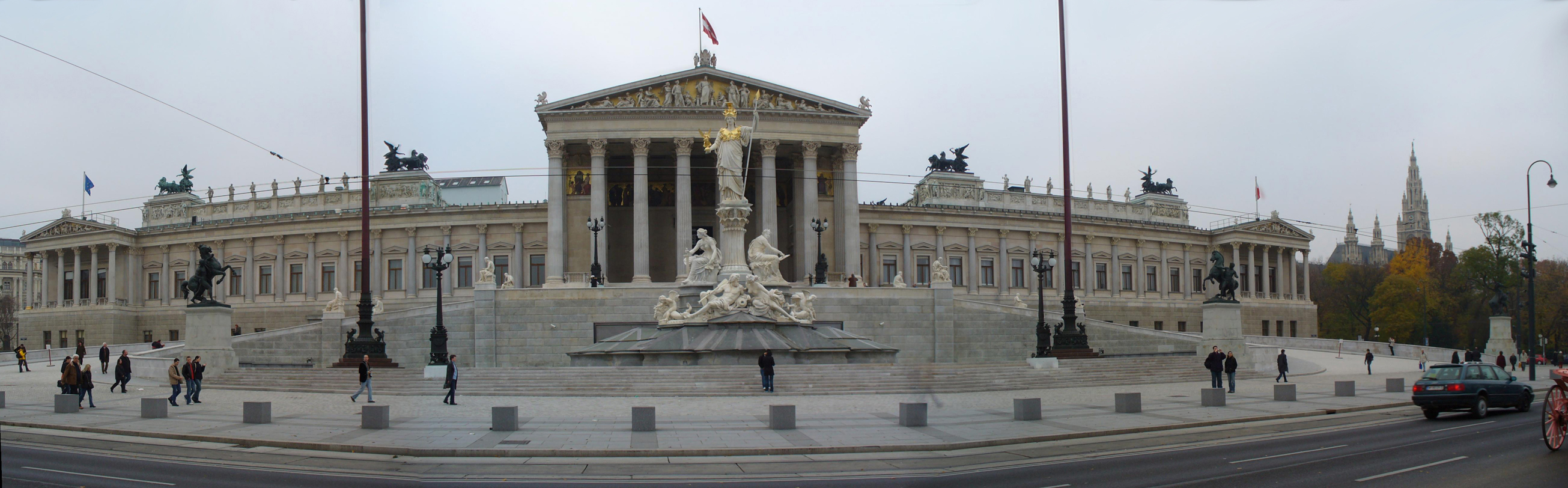
Віденський парламент, архітектор Феофіл ван Гансен

Конгрес-хол Заппіон, Афіни, архітектор Феофіл ван Гансен

Біля витоків архітектурного стилю, який сучасники охрестили «неогреком», стояли француз Анрі Лабруст (1801—1875) і німець Лео фон Кленце (1784—1864). Обидва архітектори, що належали до різних поколінь, почали професійну діяльність уже після падіння наполеонівської імперії, що дала ім'я стилю ампір, коли в архітектурі домінувала рання еклектика. Їхній послідовник шотландець Александр Томпсон (1817—1875) відтворював грецькі форми настільки скрупульозно, що отримав прізвисько «Грек» (Alexander «Greek» Thompson).
Функціонально архітектура європейського неогреку обмежена музеями, парламентами і храмами (де звернення до грецьких зразків виправдовувалося високим призначенням будівлі). Бібліотека Сен-Женев'єв роботи Лабруста — безперечний неогрек зовні, проте її інтер'єри, підкорені залізному каркасу, цілком еклектичні — залізні арки виявилися несумісними з класичним ордером. Еклектичним був і сам стиль неогрек в тому сенсі, що він розвивався одночасно з іншими «історичними» стилями (необароко, неоренесанс тощо). На 1830-ті роки припав розквіт історизму в Європі.